# سان پابلو (کالیفرنیا)
سان پابلو (به انگلیسی: San Pablo) شهری در شهرستان کنترا کوستا ایالت کالیفرنیا است که در سرشماری سال ۲۰۱۰ میلادی، ۲۹۱۳۹ نفر جمعیت داشته است.